# Geroldsgrüner Forst

Lage des Geroldsgrüner Forst

Geroldsgrüner Forst ein gemeindefreies Gebiet im oberfränkischen Landkreis Hof westlich von Geroldsgrün. Es hat eine Fläche von 16,71 km². Geroldsgrüner Forst liegt in der Gemarkung Geroldsgrüner Forst (Gemarkungsteil 1).

## Schutzgebiete

### Geotope

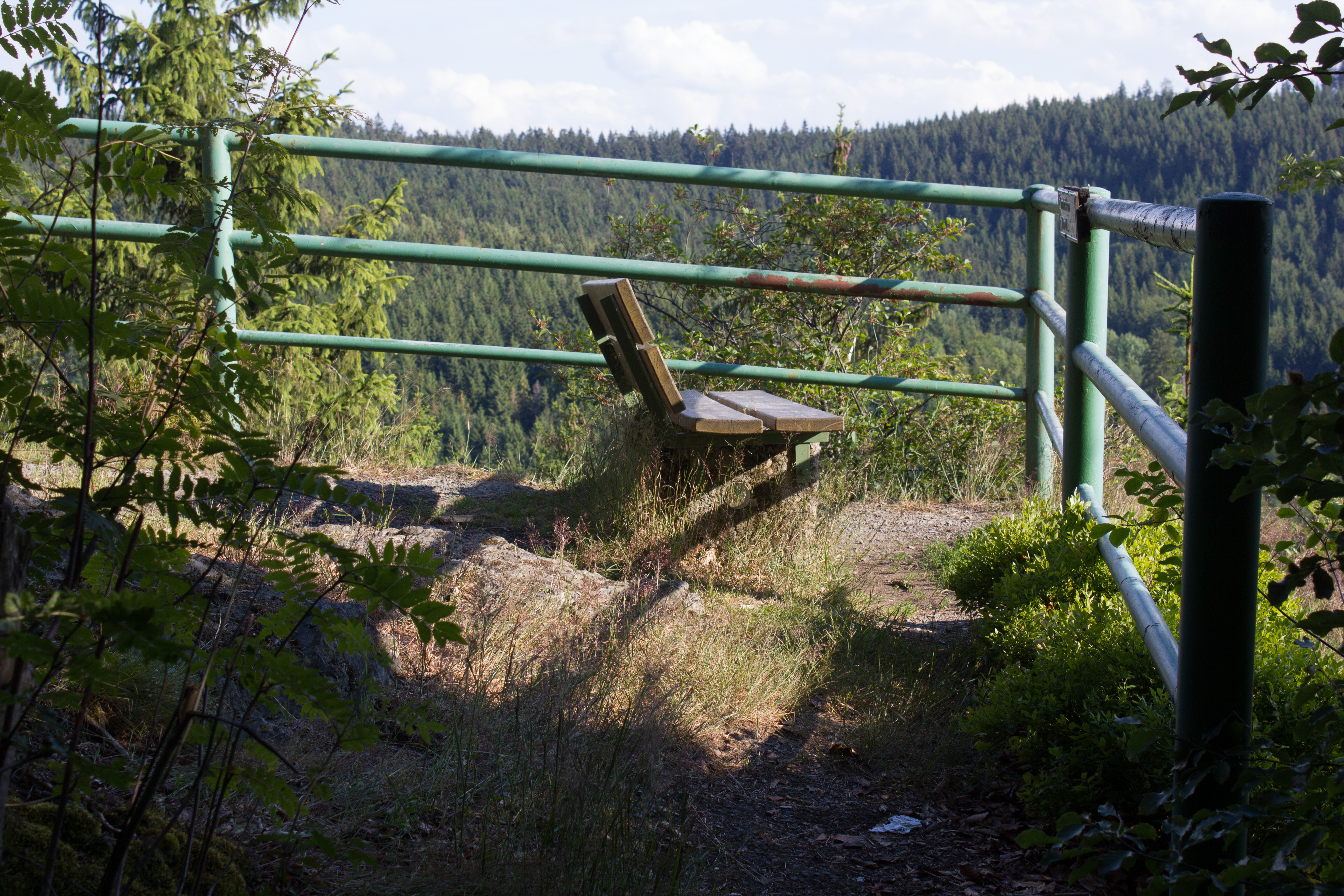
Kämmleinsfelsen

- Aufgelassene Kalksteinbrüche am Rauheberg von Langenau (Geotop-Nummer 475A010)
- Kämmleinsfelsen von Geroldsgrün (Geotop-Nummer 475R002)
- Kanzel im Geroldsgrüner Forst von Geroldsgrün (Geotop-Nummer 475R001)
- Alexander-von-Humboldt-Höhle von Geroldsgrün (Geotop-Nummer 475H001)
- Burgstein im Geroldsgrüner Forst von Geroldsgrün (Geotop-Nummer 475R003)

### Naturwald
Bedeutend ist der Naturwald Rodachhänge, der zu den wichtigsten Schutzgebieten von Buchenwäldern in Bayern gehört.